# 天主教布鲁克林教区
天主教布魯克林教區（拉丁語：Diocesis Bruklyniensis）是美國一個羅馬天主教教區，屬紐約總教區。成立於1853年7月29日。
範圍包括布魯克林區和皇后區，教座位於布魯克林。2010年有教友1,453,000人、206個堂區、708名司鐸。現任教區主教為尼各老·安多尼·迪馬齊奧。